# Kleva-Sils församling
Kleva-Sils församling var en församling i Kålland-Kinne kontrakt i Skara stift. Församlingen låg i Götene kommun i Västra Götalands län och ingick i Götene pastorat. Församlingen uppgick 2017 i Husaby församling.

## Administrativ historik
Församlingen bildades 1992 av Kinne-Kleva församling och Sils församling. Församlingen var till 2010 annexförsamling i pastoratet Husaby, Skälvum, Ova, Ledsjö och Kleva-Sil för att därefter till 2014 vara annexförsamling i pastoratet Husaby, Kleva-Sil och Ledsjö. Från 2014 ingick församlingen i Götene pastorat. Församlingen uppgick 2017 i Husaby församling.

## Kyrkor
- Kinne-Kleva kyrka